# Trödjemurarna
Trödjemurarna är ett naturreservat i Gävle kommun i Gävleborgs län.
Området är naturskyddat sedan 2008 och är 48 hektar stort. Reservatet består av gammal lövrik barrblandskog och lövsumpskogar samt av några små åsryggar tallskog.